# 森田健 (ファッションモデル)
森田 健（もりた けん、3月13日生）は、日本の男性ファッションモデルである。福岡県久留米市出身。バークインスタイル所属。

## 雑誌
- Men‘s Joker（12月号（2018年11月7日発売）、KKベストセラーズ）
- ONE PIECE Magazin（vol.4（2018年10月19日発売）、集英社）
- smart（11月号（2018年9月24日発売）、宝島社）
- CLASSY（10月号（2018年8月28日発売）、光文社）
- smart（10月号（2018年8月24日発売）、宝島社）
- Lee Back Pack BOOK（2018年6月1日発売）、宝島社）
- 美的（7月号（2018年5月23日発売）、小学館）
- ゼクシィ（7月号（2018年5月23日発売）、リクルート）
- GOODS PRESS（6月号（2018年5月6日発売）、徳間書店）
- ゼクシィ（6月号（2018年4月23日発売）、リクルート）
- CAMP LIFE 2018春（2018年4月18日発売）、山と渓谷社）
- GQ　JAPAN（５月号（2018年3月24日発売）、コンデナストジャパン）
- smart（5月号（2018年3月24日発売）、宝島社）
- ゼクシィ（4月号（2018年3月23日発売）、リクルート）
- Smart（４月号（2018年2月24日日発売）、宝島社）
- Smart（3月号（2018年1月24日発売）、宝島社）
- LEE（1月号（2017年12月7日発売）、集英社）
- RUDO　Accessory（vol.7（2017年11月24日発売）、マガジン・マガジン）
- smart（12月号（2017年10月25日発売）、宝島社）
- smart（11月号（2017年9月25日発売）、宝島社）
- ゼクシィ（11月号（2017年9月23日発売）、リクルート）
- ゼクシィ（10月号（2017年8月23日発売）、リクルート）
- ゼクシィ（7月号（2017年5月23日発売）、リクルート）
- ViVi（10月号（2017年8月23日発売）、講談社）
- CLASSY（7月号（2017年5月27日発売）、光文社）
- smart（7月号（2017年5月24日発売）、宝島社）
- with（6月号（2017年4月28日発売）、講談社）
- WarpMagazine（5月号（2017年3月24日発売）、トランスワールドジャパン）
- smart（5月号（2017年3月24日発売）、宝島社）
- ゼクシィ（5月号（2017年3月23日発売）、リクルート）
- smart（1月号（2016年11月24日発売）、宝島社）
- ゼクシィ（1月号（2016年11月23日発売）、リクルート）
- WEGOMagazine（11月号（2016年11月19日発売）、WEGO）
- smart（12月号（2016年10月24日発売）、宝島社）
- smart（11月号（2016年9月24日発売）、宝島社）
- ゼクシィ（11月号（2016年9月23日発売）、リクルート）
- ゼクシィ（10月号（2016年8月23日発売）、リクルート）
- WEGOMagazine（8月号（2016年8月19日発売）、WEGO）
- ゼクシィ（9月号（2016年7月23日発売）、リクルート）
- FINE BOYS時計（Vol.12（2016年5月26日発売）、日之出出版）
- WEGOMagazine（3月号（2016年2月19日発売）、WEGO）
- FINE BOYS時計（Vol.9 （2015年11月26日発売）、日之出出版）
- ゼクシィ（1月号（2015年11月23日発売）、リクルート）
- ゼクシィ（10月号（2015年8月23日発売）、リクルート）
- WEGOMagazine（9月号（2015年8月21日発売）、WEGO）
- streetJack（8月号（2015年6月24日発売）、KKベストセラーズ）
- GO OUT（6月号（2015年4月30日発売）、三栄書房）
- RUDO（6月号（2015年4月24日発売）、マガジン・マガジン）
- RUDO（5月号（2015年3月24日発売）、マガジン・マガジン）
- ゼクシィ（5月号（2015年3月23日発売）、リクルート）
- ＪＪ（4月号（2015年2月23日発売）、光文社）
- WEGOMagazine（2月号（2015年1月23日発売）、WEGO）

## SHOW
- GirlsAward 2017 AUTUMN/WINTER（2017年9月）
- Dolce&Gabbana（2017年9月）

## 広告
- glo（2018年）
- なんばCITY（2018年）
- ジーンズメイト（2018年）
- SUBARU（グラフィック）（2018年）
- ソニーウォークマン（2018年）
- ブリヂストン　サイクル（2018年）
- 京都丸紅「JAPAN STYLE」（2018年）
- Champion（2016年）
- TOYOTA winglet（2015 - 2016年）
- au web movie（2014 - 2015年）
- 洋服の青山（2015年）
- 富士通（グラフィック）（2015年）
- ツカダグローバル（2015年）
- バリリゾートウエディング（2014 - 2015年）